# 丹皮酚
丹皮酚（paeonol）是在芍药属植物（如牡丹）、 一把伞南星和日本薯蓣中发现的一种酚类化合物。它是某些中药中的成分。

## 生物学作用
已经观察到丹皮酚在体外或动物模型中的许多生物学作用。丹皮酚可提高阿尔茨海默病大鼠模型的皮质细胞色素氧化酶和血管肌动蛋白水平，并改善其行为。
丹皮酚具有抗突变活性。它还在卡拉胶引起的痛觉过敏中具有抗炎和镇痛作用。丹皮酚可通过调节组胺和TNF-α抑制过敏反应。

## 金属配合物
丹皮酚的金属配合物分别在不存在和存在吡啶溶剂的情况下表现出四面体和八面体的几何配形。